# Мария Магдалина (оратория)
Мария Магдалина (фр. Marie-Magdeleine) — оратория (священная драма) в четырёх частях французского композитора Жюля Массне. Французское либретто Луи Галле по мотивам книги Эрнеста Ренана «Жизнь Иисуса» (1863). Впервые исполнена 11 апреля 1873 года в Париже в Театре Одеон. Это был первый крупный успех Массне-композитора. Оратория заслужила положительные отклики Чайковского, Гуно и Бизе. Оратория была инсценирована и впервые исполнена как опера 9 февраля 1903 года в Ницце.
Сюжет оратории, действующими лицами которой являются Иисус, Иуда, Марфа и Мария Магдалина, вызывал и вызывает споры. Особенно в интерпретации событий священной истории, которую давал Ренан. Из-за этого, несмотря на прекрасную музыку и попытки вернуть оперу в репертуар (в частности, сделанные французской певицей Режин Креспен), это произведение исполняется очень редко.

## Действующие лица
| Мария Магдалина (Мириам) | сопрано       |
| Марфа                    | меццо-сопрано |
| Иисус                    | тенор         |
| Иуда                     | бас           |
| Хор                      |               |

## Либретто

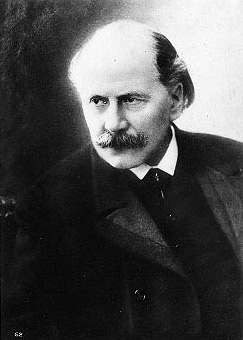
Жюль Массне

### Часть первая
У ворот Магдалы толпа ожидает прибытия странствующего проповедника Иисуса из Назарета. Появляется Мария. Толпа гонит её, попрекая прошлой распутной жизнью. Иуда советует Марии не пытаться перемениться, а жить так, как она жила до сих пор. Появившийся Иисус берет Марию под свою защиту, заявив, что толпа не вправе судить её, так как все сами грешны.

### Часть вторая
В доме Марии слуги под присмотром её сестры Марфы готовятся к приему Иисуса и его учеников. Иуда опасается, что фарисеи обвинят Иисуса в том, что он обедал в доме блудницы. Но Марфа не слушает его, она поглощена хозяйственными хлопотами. Входят Иисус и Мария. Иисус рассказывает о красоте мироздания. Мария восхищенно слушает его, Марфа продолжает следить за подготовкой к приему. Появляются ученики. Иисус говорит, что один из них предаст его. Все возносят молитву Богу.

### Часть третья
Иисус умирает на кресте между двумя разбойниками. Толпа издевается над ним. В ответ Иисус прощает их, и сам просит прощения. Мария падает на колени у подножия креста и просит Иисуса не оставлять её. Иисус благословляет Марию и умирает.

### Часть четвёртая
Мария пришла в сад Иосифа Аримафейского, чтобы посмотреть на тело Иисуса. Иисус является ей живой. Ангельские голоса славят всемогущего Бога. Мария присоединяется к их хору.

## Дискография
- Массне. Мария Магдалина. Р.Креспен, Ш.Надлер, Л.Рони. Ж.Руло. Дирижёр Энтони Морс / BJR-S 1976
- Массне. Мария Магдалина. В.Чавдарова, П.Камбурова, Я.Ахатци, Р.Хаан. Дирижёр Леош Сваровски / Брно 1994